# Haus Schumacher

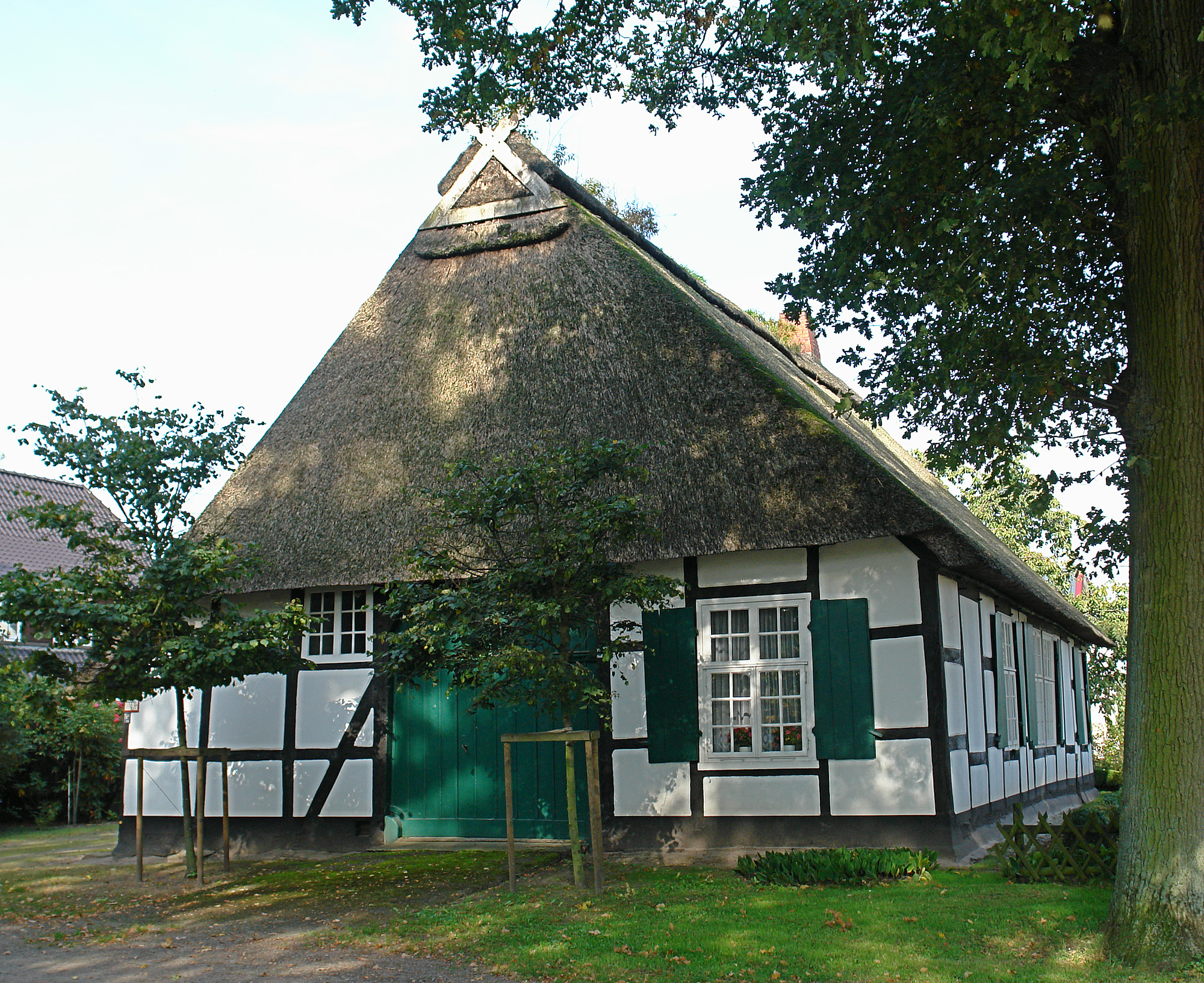
Haus Schumacher

Das Haus Schumacher, auch seit 2013 Haus Blome, befindet sich in Bremen, Stadtteil Oberneuland, Oberneulander Landstraße 93. Das Bauernhaus entstand um 1780 und ist in Bremen das älteste verbliebene Brinksitzerhaus.

Es trägt den Namen der Familie, die dort über 100 Jahre wohnte.
Das Gebäude steht seit 1973 unter Bremer Denkmalschutz.

## Geschichte
Das eingeschossige zeitweise verputzte Fachwerkhaus, ein niederdeutsches Hallenhaus als Zweiständerhaus mit einem Reetdach und Pferdekopfverzierungen an der Giebelspitze sowie einem großen Scheunentor in einer damals üblichen Bauweise, wurde um 1780 in der Epoche des Barocks für eine Brinksitzer-Bauernfamilie gebaut. Brinksitzer waren von einem Grundherrn abhängig und besaßen nur wenig frei verfügbares Land.

Im letzten Drittel des 18. Jahrhunderts waren hier im geteilten Doppelhaus zwei Brinksitzer wohnhaft und tätig. Eine der beiden Haushälften wurde versetzt und beide  Hälften je um ein Kammerfach (Wohnbereich des Hauses) erweitert. Die Häuser wurden relativ früh in  Wohnhäuser umgewandelt. Im 19. Jahrhundert fanden zur Nutzung durch Sommergäste weitere innere Veränderungen statt. Das zweite Haus wurde um 2000 abgerissen.
Bis in das 21. Jahrhundert wurden die Diele, die Ställe unter der linken Kübbung (seitlichen Raumerweiterung im Zweiständerhaus) und der Dachboden genutzt. Nach einjährigem Leerstand wurde seit 2013 das Haus mit Fördermitteln der Deutschen Stiftung Denkmalschutz, des Landes und mit erheblichen Eigenmitteln in vier Bauabschnitten bis 2017 saniert. Heute (2018) wird das Haus zum Wohnen genutzt.
Das Landesamt für Denkmalpflege Bremen (Georg Skalecki) befand: „Es [das Haus] sei historisch enorm wertvoll....Hätte man zu der Zeit in Oberneuland gestanden, wäre man von ihnen umringt gewesen.“